# ¿Por qué volví contigo?
¿Por qué volví contigo? es el decimoquinto álbum de estudio del grupo musical mexicano del género grupero Los Yonic's, publicado el 16 de julio de 1991 por Fonovisa Records.

## Lista de canciones
| Edición ¿Por qué volví contigo? (1991) |                           |                                                   |          |  |
| N.º                                    | Título                    | Escritor(es)                                      | Duración |  |
| 1.                                     | «¿Por qué volví contigo?» | Jesús Navarrete                                   | 3:38     |  |
| 2.                                     | «Ella No Es Culpable»     | Vladimir Noriega Bataz                            | 3:50     |  |
| 3.                                     | «Juan el Cartero»         | Servando Ayala, Jorge Gamiz                       | 3:08     |  |
| 4.                                     | «Qué Hago Yo?»            | Jorge Gamiz                                       | 3:30     |  |
| 5.                                     | «Luz de un Solo Instante» | Vladimir Noriega Bataz                            | 3:15     |  |
| 6.                                     | «Perdón Mi Dios»          | Xavier Santos Cortéz                              | 3:18     |  |
| 7.                                     | «Recordando Mi Canción»   | Xavier Santos Cortéz                              | 3:25     |  |
| 8.                                     | «Las Baileras»            | Vladimir Noriega Bataz, Victor Hugo Noriega Bataz | 3:00     |  |
| 9.                                     | «Triste Nostalgia»        | Xavier Santos Cortéz                              | 3:52     |  |
| 10.                                    | «Mírate Al Espejo»        | Victor Hugo Noriega Bataz                         | 3:00     |  |
| 33:56                                  |                           |                                                   |          |  |

## Historial de lanzamiento
| País                    | Fecha               | Formato        | Discográfica     |
| ----------------------- | ------------------- | -------------- | ---------------- |
| Estados Unidos · México | 16 de julio de 1991 | Casete, vinilo | Fonovisa Records |

## Créditos y personal
- Artista primario: José Manuel Zamacona (†), Los Yonic's
- Voz: José Manuel Zamacona
- Compositores: Servando Ayala, Vladimir Noriega Bataz, Jorge Gamiz, Victor Hugo, Jesús Navarrete
- Director(es): Rodolfo Luviano, Johnny Ayvar
- Productor(es): Johnny Ayvar, Richard Mochulske
- Mezclador: Sergio Garcia, Johnny Ayvar

Fuente: Allmusic.